# Prionolabis neomunda
Prionolabis neomunda är en tvåvingeart som först beskrevs av Alexander 1925.  Prionolabis neomunda ingår i släktet Prionolabis och familjen småharkrankar. Inga underarter finns listade i Catalogue of Life.